# Economicismo
Economicismo é um termo utilizado para criticar o reducionismo econômico, que é a redução de todos os fatos sociais a dimensões econômicas. Também é usado para criticar a economia enquanto uma ideologia, na qual a oferta e a demanda são os únicos fatores importantes na tomada de decisões, e literalmente se sobrepõe ou permite ignorar todos os outros fatores.
O economicismo parte da premissa de que os factores económicos são os factores decisivos, os mais importantes e fundamentais para a vida individual e social.  É a crença infundada no primado do económico, na transformação deste factor na chave explicativa única de todos os acontecimentos da vida humana. Desse modo, todas as demais actividades e valores que escapam ao império da lógica económica são considerados como secundários, acessórios e até mesmo supérfluos.
O economicismo reinante estimula o pragmatismo e o utilitarismo.
Segundo o Professor Cesar Ranquetat Júnior: os agentes do domínio economicista desdenham do ócio, da contemplação, da vida intelectual. Por consequência, o bem-estar material, a busca a qualquer custo do prazer, da segurança, da protecção e da comodidade acabam por atrofiar e corroer as capacidades mais elevadas do espírito humano. Os interesses superiores e mais altos que transcendem a esfera da existência meramente material são deixados de lado. Conforme alertara o filósofo Marcel de Corte, consequência inevitável deste processo é a negação da inteligência especulativa que repousa na contemplação da verdade e no conhecimento da realidade.
Esta tendência atinge seu clímax e alcança o posto de verdade absoluta, para Marcel de Corte, no marxismo como ponto de convergência ao ser legitimada e justificada intelectualmente por Karl Marx na sua famosa máxima de que os filósofos se limitaram a interpretar o mundo, sendo agora necessário transformá-lo.